# Andrena formosana
Andrena formosana là một loài Hymenoptera trong họ Andrenidae. Loài này được Cockerell mô tả khoa học năm 1911.